# Nina Bratčikovová
Nina Olegovna Bratčikovová (rusky Нина Олеговна Братчикова, Nina Olegovna Bratčikova; narozena 28. června 1985 Žukovskij) je ruská profesionální tenistka, která od května 2013 reprezentuje Portugalsko. Ve své dosavadní kariéře na okruhu WTA Tour vyhrála jeden turnaj ve čtyřhře. V rámci okruhu ITF získala devět titulů ve dvouhře a třicet čtyři ve čtyřhře.
Na žebříčku WTA byla nejvýše ve dvouhře klasifikována v prosinci 2012 na 79. místě a ve čtyřhře pak v září téhož roku na 63. místě. K roku 2011 ji trénoval Andre Lopes. Poté jej na této pozici nahradil Pedro Pereira.
Premiérový titul v sérii WTA 125 získala v listopadu 2012 na turnaji Royal Indian Open v indickém Puné, když spolu s Gruzínkou Oxanou Kalašnikovovou zdolaly ve finále čtyřhry izraelsko-thajskou dvojici Julia Glušková a Noppawan Lertcheewakarnová po rovnocenném zisku prvních dvou setů 6–0, 4–6, až v supertiebreaku poměrem míčů 10–8.
V ruském ani portugalském fedcupovém týmu neodehrála do roku 2014 žádné utkání.

## Finálové účasti na turnajích WTA Tour
| Legenda                                      |
| -------------------------------------------- |
| D – dvouhra; Č – čtyřhra                     |
| Grand Slam (0–0)                             |
| WTA Tour Championships (0–0)                 |
| Tier I / Premier Mandatory & Premier 5 (0–0) |
| Tier II / Premier (0–0)                      |
| Tier III, IV & V / International (0–2 Č)     |

### Čtyřhra

#### Finalistka (2)
| Č. | Datum          | Turnaj  | Povrch | Spoluhráčka            | Vítězky                              | Výsledek         |
| -- | -------------- | ------- | ------ | ---------------------- | ------------------------------------ | ---------------- |
| 1. | 5. října 2008  | Taškent | tvrdý  | Kathrin Wörleová       | Ioana Raluca Olaruová Olga Savčuková | 5–7, 7–5, [10–7] |
| 2. | 24. dubna 2011 | Fás     | antuka | Sandra Klemenschitsová | Andrea Hlaváčková Renata Voráčová    | 6–3, 6–4         |

### Finále série WTA 125
| Legenda                  |
| ------------------------ |
| D – dvouhra; Č – čtyřhra |
| WTA 125 (1–0 Č)          |

#### Čtyřhra: 1 (1–0)
| Stav    | Č. | Datum             | Turnaj | Povrch | Spoluhráčka         | Soupeřky ve finále                        | Výsledek         |
| ------- | -- | ----------------- | ------ | ------ | ------------------- | ----------------------------------------- | ---------------- |
| Vítězka | 1. | 11. listopad 2012 | Puné   | hala   | Oxana Kalašnikovová | Julia Glušková Noppawan Lertcheewakarnová | 6–0, 4–6, [10–8] |

## Finálové účasti na turnajích okruhu ITF
| $100,000 tournaments |
| $75,000 tournaments  |
| $50,000 tournaments  |
| $25,000 tournaments  |
| $10,000 tournaments  |

### Dvouhra

#### Vítězka (9)

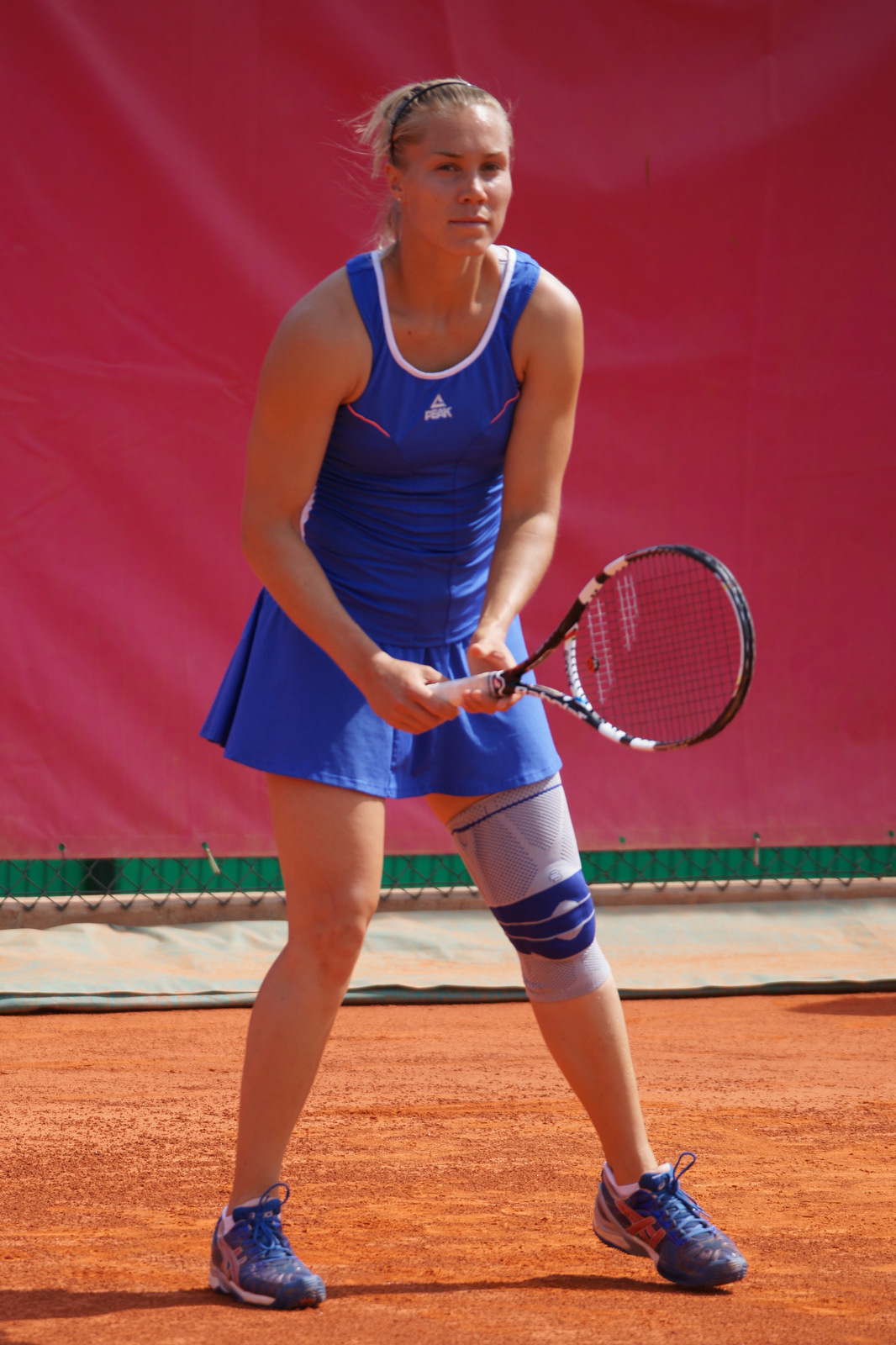
Na turnaji okruhu ITF v Cagnes-sur-Mer 2013

| Č. | Datum            | Turnaj         | Povrch     | Finalistka             | Výsledek      |
| -- | ---------------- | -------------- | ---------- | ---------------------- | ------------- |
| 1. | 7. prosince 2003 | Tel Aviv       | tvrdý      | Šachar Pe'erová        | 6–4, 6–4      |
| 2. | 7. března 2004   | Melilla        | tvrdý      | Frederica Piedadeová   | 6–2, 6–4      |
| 3. | 9. července 2006 | Mont-de-Marsan | tvrdý      | Ioana Raluca Olaruová  | 6–4, 4–6, 6–0 |
| 4. | 19. května 2008  | Moskva         | antuka     | Xenija Pervaková       | 3–6, 6–1, 7–5 |
| 5. | 26. května 2008  | Togliatti      | tvrdý      | Patricia Mayrová       | 6–3, 6–0      |
| 6. | 11. května 2009  | VR St. Antonio | antuka (h) | Irene Santos-Bravo     | 7–5, 2–6, 6–4 |
| 7. | 12. dubna 2010   | Johannesburg   | tvrdý      | Tamarine Tanasugarnová | 7–5, 7–6(2)   |
| 8. | 30. října 2010   | Lagos          | tvrdý      | Zuzana Kučová          | 7–5, 6–1      |
| 9. | 6. února 2011    | Rabat          | antuka     | Maria João Köhlerová   | 3–6, 6–4, 6–1 |